# لوحة صور

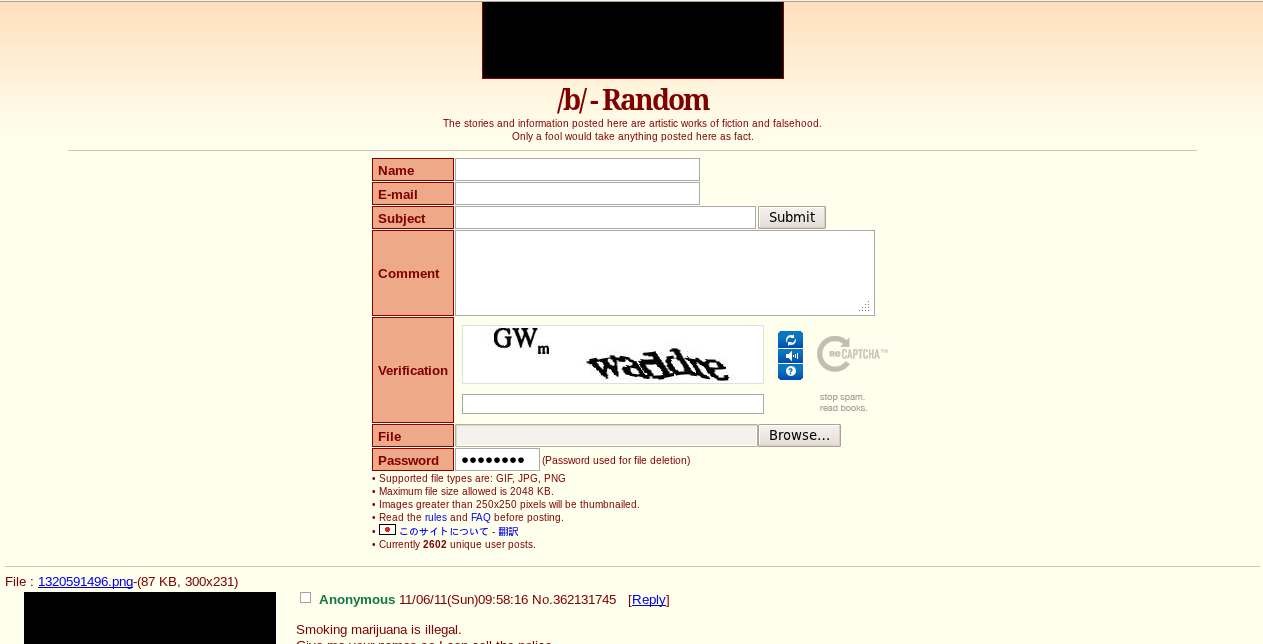
لقطة شاشة من 4تشان .org لوحة صور.

لوحة الصور (بالإنجليزية: imageboard) هي نوع من منتديات الإنترنت التي تدور حول نشر الصور، غالبًا بجانب النص والمناقشة. تم إنشاء لوحات الصور الأولى في اليابان. ألهمت هذه المواقع لاحقًا إنشاء عدد من لوحات الصور باللغة الإنجليزية، مثل فورتشان.وبعدها انشت مواقع كثيرية بنوع لوحة الصور

## مميزات
تستخدم لوحات الصور، على غرار أنظمة لوحة الإعلانات، لمناقشة مجموعة متنوعة من الموضوعات. ومع ذلك، يتم توجيه التركيز الأساسي للوحات الصور بعيدًا عن المنشورات النصية، وبدلاً من ذلك يتم وضعه في منشورات الصور. يشترك الاثنان في العديد من الهياكل نفسها، بما في ذلك منتديات منفصلة لموضوعات منفصلة، وكذلك جماهير مماثلة. تعتبر لوحات الصور انتقالية بشكل أكبر مع المحتوى - في بعض اللوحات (خاصة اللوحات التي يتم التعامل معها بشكل كبير)، يمكن أن يكون وقت حذف سلسلة الرسائل أقل من 10 دقائق. في اليابان، حيث تكون لوحات الصور أكثر شيوعًا،[بحاجة لمصدر] ستختلف الموضوعات على نطاق واسع، بدءًا من القطارات وحتى الأخبار الحالية. تحتوي لوحة الصور الأكثر شيوعًا باللغة الإنجليزية ، فورتشان، على مجموعة كبيرة ومتنوعة من الموضوعات بالمثل.
تختلف لوحات الصور أيضًا عن المعارض عبر الإنترنت في أن معظم الأعمال المنشورة لم يتم إنشاؤها بواسطة الملصق، ولكنها مأخوذة من مصادر أخرى عبر الإنترنت: المعارض ولوحات الصور الأخرى والصور المحررة.

### أكواد ثلاثية الأبعاد

رسم تخطيطي لعملية اشتقاق رمز ثلاثي نموذجي.

معظم لوحات الصور والقناة الثانية وحات المناقشة على غرار تسمح (وتشجيع) نشر مجهول واستخدام نظام اكواد ثلاثية الابعاد بدلا من التسجيل. رمز الرحلة هو نتيجة مجزأة بالنسبة لأولئك الذين يريدون رمزًا ثلاثيًا مخصصًا، هناك مولدات لرموز ثلاثية مخصصة (وهي عبارة عن مفرقعات لرموز ثلاثية من الناحية الفنية) متاحة، مثل محرك اكواد ثلاثية الابعاد الخاص بـ ميريكن  و MTY_CL. بشكل عام، يعتبر إخفاء الهوية أحد مزايا لوحة الصور، وقد قامت بعض اللوحات من وقت لآخر بإزالة القدرة على النشر باسم تمامًا (المعروف باسم «مجهول / مجهول القسري»).
| مشترك          | برمجة            | مبرمج في                         | رخصة | ملاحظات |
| -------------- | ---------------- | -------------------------------- | --- | ------- |
| دانبورو        | روبي على القضبان | رخص بي إس دي                     | يستخدم PostgreSQL .                                                                                                |         |
| شيمي 2         | بي أتش بي        | رخصة جنو العمومية                | يستخدم MySQL افتراضيًا (كجزء من LAMP)، ويمكنه أيضًا استخدام PostgreSQL.                                              |         |
| ناراني 1.3.x   | بي أتش بي        | رخصة جنو العمومية                | يستخدم MySQL. بنيت لتحل محل Danbooru لأن المؤلف اعتبر روبي غير مناسب.                                              |         |
| szurubooru     | بايثون           | رخصة جنو العمومية                | يستخدم PostgreSQL.                                                                                                 |         |
| مويبورو        | روبي على القضبان | MIT                              | يستخدم PostgreSQL.                                                                                                 |         |
| MyImouto       | بي أتش بي        | MIT                              | يستخدم MySQL. ميناء PHP Moebooru. يستخدم إطارًا مخصصًا يشبه إطار عمل Ruby-on-Rails.                                  |         |
| Sankakucomplex | بي أتش بي        | MIT                              | يستخدم PostgreSQL.                                                                                                 |         |
| سيكينزيا       | بي أتش بي        | MIT                              | يستخدم MySQL. منفذ معدّل وأعيد تصميمه من MyImouto لمشروع Sequenzia . بعض الكود مخصص لمشروع Sequenzia و AC Research. |         |
| فيلومينا       | إكسير            | {{مجانيرخصة جنو أفيرو العمومية}} | يستخدم PostgreSQL و Elasticsearch وإطار عمل Phoenix . خليفة booru-on-rails.                                        |         |
| booru-on-rails | روبي على القضبان | {{مجانيرخصة جنو أفيرو العمومية}} | يستخدم PostgreSQL ، ويستخدم لاستخدام MongoDB. حلت محلها Philomena ولم تعد نشطة اعتبارًا من ديسمبر 2019.             |         |
| anibooru.com   | بي أتش بي        | {{مجانيرخصة جنو أفيرو العمومية}} | يستخدم MySQL. |         |
| Gelbooru 0.2.x | بي أتش بي        | مُحتكرة                           | يستخدم MySQL. Gelbooru 0.1.x مفتوح المصدر ولكن 0.2.x ليس كذلك حاليًا.                                               |         |
| أوكتابورو      | بي أتش بي        | مُحتكرة                           | (معطل مؤقتًا بسبب مشكلات الخادم المضيف) (تمت إزالة رابط التنزيل لأنه يؤدي إلى عملية احتيال تصيد)                    |         |
| ميتابورو       | بايثون           | مُحتكرة                           | |         |

## قائمة لوحات الصور

### 2 قناة
اثنين، (بالروسية: двач)‏)  هي لوحة صور روسية حلت محل لوحة الصور هي (المعروفة أصلاً باسم اثنين) والتي تم إغلاقها في وقت سابق في 17 يناير 2009 ؛ لقد نسخت التصميم الأصلي تمامًا وتم الإعلان عنه بشكل كبير عبر الإنترنت وتمكنت من أن تنجح في الشهرة بعد التصميم الأصلي. وفقًا لأصحابها، تجاوز عدد الوظائف المتبقية في / ب / اللوحة 150 مليونًا. في سبتمبر 2016 منظمة حكومية موالية لروسيا،  البريد الإلكتروني. ري أي، ساعدت في تنظيم «دفاع» ضد هجمات دي دي أو اس المزعومة التي وقعت خلال نفس الشهر؛ أثارت الأحداث مخاوف وتكهنات بين المستخدمين الذين أصبحوا متشككين بشأن الاستيلاء المزعوم الذي ارتكبه mail.ru وانتقدوا قرار المالك المثير للجدل بقبول «المساعدة». اعتبارًا من أكتوبر 2018، ساد الاعتقاد على نطاق واسع أن لوحة صور تم «بيعها» ببساطة بشروط غير معلنة إلى منظمة موالية للحكومة. قوبل القرار بانتقادات شديدة لمخاطر الكشف عن أوراق اعتماد المستخدمين في مجتمع مجهول بطبيعته للهيئة الحكومية التي يمكن أن تنتهك مبادئ عدم الكشف عن الهوية، مما تسبب في مغادرة العديد من مجلس الإدارة بحلول نهاية عام 2016. بحلول عام 2019، تظل من بين أكبر لوحات الصور النشطة الناطقة بالروسية.

### 420تشان
420تشان (بلانجليزية:420chan) هي لوحة صور باللغة الإنجليزية تعتمد على ثقافة القنب، تم إنشاؤها في 20 أبريل 2005 بواسطة أوبري كوتل. الاسم إشارة إلى فورتشان الأكبر  والمصطلح الرمزي 420 للثقافة الفرعية للقنب. وتشمل لوحات في مختلف المجالس محددة المخدرات، وكذلك مجلس يضم روبوت الدردشة اسمه نتجستر.

### 4تشان
4تشان (بلانجليزية:4chan) هي لوحة صور باللغة الإنجليزية. ينشر المستخدمون موادهم بشكل مجهول، وتظهر المشاركات الأخيرة فوق البقية. ينقسم فورتشان إلي مجتمعات مختلفة وكل منها ذو محتوى وتوجيهات خاصة به. لا يمكن التسجيل بالموقع
حظي الموقع وقاعدة المستخدمين الخاصة به باهتمام وسائل الإعلام لعدد من الأسباب، بما في ذلك الهجمات ضد هال تيرنر في عروضه على الإنترنت،  هجمات رفض الخدمة الموزعة ضد عالم إيبام،  المشاركة في مشروع تشانولوجي،  وحالات متعددة من تقارير إساءة معاملة الحيوانات.
نشأت العديد من ميمات الإنترنت هناك، بما في ذلك لوكات،  ريك المتداول، وبيديوبر.

### 8كان
كانت 8كان (بلانجليزية:8kun)لوحة صور باللغة الإنجليزية، على الرغم من أنها تحتوي على لوحات فرعية مخصصة للغات أخرى. موقع مشابه لـ 4شان بحيث ينشر المستخدمون موادهم بشكل مجهول، وتظهر المشاركات الأخيرة فوق البقية. ينقسم الموقع إلی مجتمعات مختلفة وكل منها ذو محتوى وتوجيهات خاصة به، تمامًا مثل 4تشان، تعتمد 8كان على نشر الصور والمناقشة بشكل مجهول، ولكن على عكس 4تشان، تتيح 8كان لمستخدميها تحديد ما يريدون مناقشته من خلال السماح لأي مستخدم بإنشاء لوحة خاصة بهم مخصصة لأي موضوع، وهو مفهوم أصبح شائعًا لأول مرة من خلال نشرة الأخبار مجالس مثل ريدت. تدعي 8كان أيضًا أن لديها تفانيًا قويًا في حرية التعبير وتسمح بكل المحتوى — طالما أن المناقشة وإنشاء مجلس الإدارة يلتزمان بقانون الولايات المتحدة. ومع ذلك، يقوم المشرفون المحليون بفرض قواعد المجالس الخاصة بهم ويمكنهم حذف المشاركات كما يرون مناسبًا. وهي حاليًا مشتركة مع القناة الثانية اليابانية للوحة النصية.

### قناة فوتابا
قناة فوتابا (بلانجليزية:futaba channel)، أو «فوتابا» باختصار، هي نظام بي بي سي ولوحة تصوير مشهور ومجهول ومقره في اليابان. عادةً لا تميز لوحاتها بين المحتوى غير الآمن للعمل والمحتوى النظيف ، ولكن هناك حاجزًا صارمًا بين الصور ثنائية الأبعاد (المرسومة) وثلاثية الأبعاد (رسومات الكمبيوتر (CG) والصور الفوتوغرافية) التي يتم فرضها بشدة ومناقشتها.

### هيسباشان
هيسباشان (بلانجليزية:Hispachan) هو موقع بلغة الإسبانية أثبت شعبيته بين المتسللين منذ إطلاقه في عام 2012"تم إطلاق هيسباشان في نوفمبر 2012  كلوحة صورة عالمية لجميع البلدان الناطقة بالإسبانية. يصفه موقع مجلة فايس بأنه "موقع لمناقشات مجهولة تمامًا.
في يناير 2017، تم الإعلان مسبقًا عن إطلاق نار في مدرسة في مونتيري (المكسيك) على هيسباشان.
في يونيو 2019، اتهم نائب بعض مناقشات هيسباشان بأنها «كراهية تعاونية للنساء».

### كاراشان
كاراشان (بالإنجليزية: Karachan)‏ هي أكبر لوحة صور بولندية في 20 مليون منشور، تأسست في عام 2010. تلقى كاراشان اهتمامًا من وسائل الإعلام البولندية بعد العديد من عمليات التصـ.ـيد التي استهدفت السياسيين البولنديين،  والصحفيين  والبابا يوحنا بولس الثاني.

### كروتشان
كروتشان (بلانجليزية:krautchan) لوحة تصوير باللغة الألمانية تم تأسيسها عام 2007. الاسم هو إشارة إلى عرقية كراوت للألمان. على عكس معظم لوحات الصور، لم تنشر الملصقات على كروتشان منشوراتها تحت الاسم العام «مجهول». تم استخدام الاسم الألماني «بيرند» بدلاً من ذلك، وعرّف مجتمع كروتشان أنفسهم على أنهم «بيرندز» بدلاً من «مجهولون». في عام 2009، بعد حادث إطلاق النار على مدرسة وينيندين، استشهد وزير داخلية ولاية بادن فورتمبيرغ بمنشور على لوحة الصورة في مؤتمر صحفي بدا وكأنه تحذير مسبق من إطلاق النار، ولكن تبين لاحقًا أنه مزيف. أظهر الموقع أيضًا لوحة شهيرة باللغة الإنجليزية، / int / ، والتي كانت أيضًا أصل ظاهرة الإنترنت في بولاند بول وعددًا من الميمات الشهيرة الأخرى مثل وجاك في أغسطس من نفس العام. في 21 مارس 2018، تم إغلاق لوحة الصور. بعد يومين تم تأسيس لوحة صور كوهلشان كبديل. تتم إعادة توجيه محاولات عرض الأخير عبر ترجمة كوكل إلى محتوى NSFW(محتوى للكبار اباحي).

### ساحرشان
ساحرشان (بلانجليزية:wizaedchan) هي لوحة صور مخصصة أساسًا لثقافة الذكور البكر والموضوعات بما في ذلك الرسوم المتحركة والهوايات والاكتئاب. غالبًا ما يناقش المستخدمون في لوحة الاكتئاب الانتحار أو إيذاء النفس، وظهر جدل في مجتمع المنتدى حول ما إذا كان يجب إحالة المستخدمين إلى الخطوط الساخنة لمنع الانتحار.

### مبالغة
مبالغة (بلفلندية:ylilauta) هي لوحة صور باللغة الفنلندية تم تأسيسها في عام 2011 بدمج أكثر لوحتين للصور الفنلندية شهرة، موقع لوحة المنزل و Lauta.net.[بحاجة لمصدر]

## روابط خارجية
- تجاوز النص — قائمة ببرامج imageboard
- AllChans - OverChan V.3 - قائمة لوحات الصور